# Jacksonville Tea Men
El Jacksonville Tea Men fue un equipo de fútbol de los Estados Unidos que jugó en la NASL, la antigua liga de fútbol más importante del país.

## Historia
Fue fundado en el año 1978 en la ciudad de Foxborough, Massachusetts con el nombre New England Tea Men y su nombre hacía referencia a la Fiesta del Té de Boston ocurrida en esa ciudad y sus dueños eran la empresa Lipton, la cual se relacionaba con el té. Se unió a la NASL en la temporada 1978-79 como equipo de expansión, pero por problemas en las ventas de entradas para los juegos, la Lipton decidió trasladar la franquicia a Jacksonville, Florida, convirtiéndose en el primer equipo de fútbol profesional en cualquier deporte en Estados Unidos. Conservaron el nombre a pesar de que el equipo dejó pérdidas por $1 000 000, aunque muchos comentarios de jugadores en particular sucedieron porque el nombre del equipo no tenía sentido en la conexión entre Florida y el té.
Con el tiempo. Lipton reportó pérdidas por $2 000 000, por lo que decidieron desaparecerlo. Aunque inversionistas locales intentaron mantener al equipo para el siguiente torneo, no pudieron impedir su desaparición.
El inversionista Ingo Krieg tomó al equipo y lo inscribió en la American Soccer League en 1983, año en que obtuvieron su único título de liga, pero el equipo no tenía solvencia financiera y el equipo se fue para ingresar a la USL, jugaron 1a temporada, pero continuaban los problemas financieros y oficialmente desapareció en la última temporada de existencia de la NASL, en 1984.

## Palmarés
- American Soccer League: 1

1983

## Participación en competiciones de la Concacaf
- Copa de Campeones de la Concacaf: 1 aparición

1984 - abandonó en la Primera Ronda

## Jugadores destacados
- Keith Bertschin (1982)[1]
- Tony Brown (1981)
- Jack Carmichael (1981-82)
- Alan Green (1981-82)
- Mark Lindsay (1982)[2]
- David Stride (1982)[3]
- Archie Gemmill (1982)[4]
- Tommy O'Hara (1981)[5]
- Ringo Cantillo (1984)
- Matt English (1983) 11 goles
- Poli García (1983) 9 goles
- John Lignos (1984)
- Peter Ioanou (1983) 2 goles
- Robert Maum (1983)
- Steve Ralbovsky (1983)
- Peter Simonini (1983) 24 juegos
- Nino Zec (1983) 6 goles
- Micky Zivaljevic (1983) 16 goles